# Nati nel 1938/Ottobre
| Questa pagina contiene informazioni ricavate automaticamente dalle voci biografiche con l'ausilio del template Bio e di un bot. L'aggiornamento è periodico e automatico e ricostruisce completamente la pagina. Se manca una persona in questa lista, sei pregato di non aggiungerla, ma accertati piuttosto che la sua voce biografica contenga il template Bio e che i dati anagrafici siano correttamente compilati. Se il template Bio manca, inseriscilo tu stesso o, in alternativa, metti l'avviso {{tmp\|Bio}} che ne segnala la mancanza. Se i dati riportati sono sbagliati, correggi direttamente la voce biografica; le modifiche saranno visibili in questa lista entro pochi giorni. Per chiarimenti vedi il progetto biografie. La lista contiene solo le 200 persone che sono citate nell'enciclopedia e per le quali è stato implementato correttamente il template Bio. Pagina aggiornata al 18 ago 2025. |

- 1º ottobre - Denise Cronenberg, costumista canadese († 2020)
- 1º ottobre - Tony Darrow, attore statunitense
- 1º ottobre - Margaret Gibson, ex nuotatrice australiana
- 1º ottobre - Les Scheinflug, allenatore di calcio e ex calciatore tedesco
- 1º ottobre - Pino Pinelli, pittore italiano († 2024)
- 1º ottobre - Guido Pollice, politico italiano († 2023)
- 1º ottobre - Gerhard Schwenzer, vescovo cattolico tedesco
- 1º ottobre - Stella Stevens, attrice statunitense († 2023)
- 1º ottobre - Alf Svensson, politico svedese
- 2 ottobre - Rolf Björklund, ex calciatore svedese
- 2 ottobre - Carlos Contreras Guillaume, calciatore cileno († 2020)
- 2 ottobre - Éric Demarsan, compositore francese
- 2 ottobre - Nick Gravenites, cantautore statunitense († 2024)
- 2 ottobre - Abraham Hoffman, cestista israeliano († 2015)
- 2 ottobre - John Petts, allenatore di calcio e ex calciatore inglese
- 2 ottobre - Pierre Rodocanachi, ex schermidore francese
- 2 ottobre - Nicola Tranfaglia, storico e politico italiano († 2021)
- 3 ottobre - Eddie Cochran, cantante e compositore statunitense († 1960)
- 3 ottobre - Tereza Kesovija, cantante croata
- 3 ottobre - Pedro Pablo Kuczynski, politico e economista peruviano
- 3 ottobre - Alessandro Mazzinghi, pugile, scrittore e cantante italiano († 2020)
- 3 ottobre - Dave Obey, politico statunitense
- 3 ottobre - Lorenzo Riva, stilista italiano († 2023)
- 3 ottobre - Saviana Scalfi, attrice e regista teatrale italiana († 2020)
- 3 ottobre - Maria Sole, cantautrice, attrice e scrittrice italiana
- 4 ottobre - George Farmer, ex slittinista statunitense
- 4 ottobre - Aldo Mondino, artista italiano († 2005)
- 4 ottobre - Willi Schulz, ex calciatore tedesco
- 4 ottobre - Bob Wallace, ingegnere meccanico neozelandese († 2013)
- 4 ottobre - Kurt Wüthrich, chimico e biofisico svizzero
- 5 ottobre - Milan Čop, ex calciatore jugoslavo
- 5 ottobre - Teresa Heinz, imprenditrice e filantropa statunitense
- 5 ottobre - Kim Kyok-sik, generale e politico nordcoreano († 2015)
- 5 ottobre - László Kovács, scacchista ungherese († 2000)
- 5 ottobre - Jan Lauwers, ex ciclista su strada belga
- 5 ottobre - Ed Ocampo, cestista e allenatore di pallacanestro filippino († 1992)
- 5 ottobre - Donato Pace, politico e avvocato italiano († 2014)
- 5 ottobre - Silvia Vegetti Finzi, psicologa e pedagogista italiana
- 6 ottobre - Jacques Amalric, giornalista e scrittore francese († 2021)
- 6 ottobre - Brunon Bendig, pugile polacco († 2006)
- 6 ottobre - Peter Gosse, scrittore, saggista e poeta tedesco
- 6 ottobre - Jeremy Grantham, manager britannico
- 6 ottobre - Sara Jordan Powell, cantante statunitense
- 6 ottobre - Sergey Kvočkin, calciatore sovietico († 2007)
- 6 ottobre - Veronica Lazar, attrice e psicologa rumena († 2014)
- 6 ottobre - Serge Nubret, culturista francese († 2011)
- 6 ottobre - Gabriella Pallotta, attrice italiana
- 7 ottobre - Fereydoun Farrokhzad, poeta, attore e showman iraniano († 1992)
- 7 ottobre - Mary Ann Glendon, diplomatica e attivista statunitense
- 7 ottobre - Ann Haydon-Jones, ex tennista e tennistavolista britannica
- 7 ottobre - Marin Karmitz, produttore cinematografico e regista rumeno
- 7 ottobre - Mal Lucas, calciatore e allenatore di calcio gallese († 2024)
- 7 ottobre - Antonino Valletta, politico e medico italiano († 2022)
- 8 ottobre - Constantin Abăluță, giornalista, poeta e politico rumeno († 2025)
- 8 ottobre - Giovanni Bacis, ex calciatore italiano
- 8 ottobre - Sonny Barger, criminale e scrittore statunitense († 2022)
- 8 ottobre - Peter Billingham, calciatore inglese († 2019)
- 8 ottobre - John Hansen, canottiere danese († 2022)
- 8 ottobre - Bronislovas Lubys, politico lituano († 2011)
- 8 ottobre - Penelope Pitou, ex sciatrice alpina statunitense
- 8 ottobre - Cesare Reina, ex calciatore italiano
- 8 ottobre - Mimmo Scavia, architetto, scenografo e costumista italiano
- 8 ottobre - Jacques Stockman, calciatore belga († 2013)
- 8 ottobre - Fred Stolle, tennista australiano († 2025)
- 9 ottobre - Humberto Donoso, calciatore cileno († 2000)
- 9 ottobre - Heinz Fischer, politico austriaco
- 9 ottobre - Takehiko Kawanishi, ex calciatore giapponese
- 9 ottobre - Francesco La Macchia, canoista italiano († 2017)
- 9 ottobre - Olga Orban-Szabo, schermitrice rumena († 2022)
- 9 ottobre - Gyula Rákosi, allenatore di calcio e ex calciatore ungherese
- 9 ottobre - Bob Sims, cestista statunitense († 2006)
- 10 ottobre - Franco Bonferroni, politico italiano
- 10 ottobre - Oleg Gordievskij, militare e agente segreto sovietico († 2025)
- 10 ottobre - Daidō Moriyama, fotografo giapponese
- 10 ottobre - Lily Tuck, scrittrice statunitense
- 11 ottobre - Luis Alvarenga, cestista paraguaiano († 2013)
- 11 ottobre - Darrall Imhoff, cestista statunitense († 2017)
- 11 ottobre - Dan Pița, regista e sceneggiatore rumeno
- 12 ottobre - Nina Aleksandrovna Andreeva, chimica e politica sovietica († 2020)
- 12 ottobre - Geoff Murphy, regista neozelandese († 2018)
- 12 ottobre - Carlos Salinas, calciatore peruviano († 2022)
- 12 ottobre - Larry Scott, culturista statunitense († 2014)
- 13 ottobre - Giuseppe Ardito, militare italiano († 2009)
- 13 ottobre - Shirley Caesar, mezzosoprano, cantautrice e cantante statunitense
- 13 ottobre - Konstantin Chudjakov, regista sovietico
- 13 ottobre - Enzo Dara, basso italiano († 2017)
- 13 ottobre - Fred van Dorp, pallanuotista olandese († 2023)
- 13 ottobre - Rita Liese, ex cestista tedesca
- 13 ottobre - Camille Perl, presbitero lussemburghese († 2018)
- 13 ottobre - Jacques Raymond, cantante belga
- 13 ottobre - Michael Smuin, ballerino, coreografo e direttore teatrale statunitense († 2007)
- 14 ottobre - John Dean, avvocato e scrittore statunitense
- 14 ottobre - Farah Diba, imperatrice iraniana
- 14 ottobre - Salvatore Forte, politico italiano
- 14 ottobre - Melba Montgomery, cantautrice statunitense († 2025)
- 14 ottobre - Juan Guillermo Thompson, cestista cileno († 1995)
- 15 ottobre - Fela Kuti, rivoluzionario e musicista nigeriano († 1997)
- 15 ottobre - Sylvère Lotringer, critico letterario francese († 2021)
- 15 ottobre - Eugen Nosko, fotografo tedesco
- 16 ottobre - Gabi Luncă, cantante rumena († 2021)
- 16 ottobre - Nico, cantautrice, attrice e modella tedesca († 1988)
- 17 ottobre - António Calvário, cantante e attore portoghese
- 17 ottobre - Lorraine Crapp, ex nuotatrice australiana
- 17 ottobre - Evel Knievel, stuntman statunitense († 2007)
- 17 ottobre - Marita Lindahl, modella finlandese († 2017)
- 17 ottobre - Mengálvio, ex calciatore brasiliano
- 17 ottobre - Les Murray, poeta e scrittore australiano († 2019)
- 17 ottobre - Franco Rivara, ex calciatore italiano
- 17 ottobre - Fred Tisue, ex pallanuotista e nuotatore statunitense
- 18 ottobre - Gianni Grassi, scrittore e giornalista italiano († 2007)
- 18 ottobre - Phillip Griffiths, matematico statunitense
- 18 ottobre - Jatyr Eduardo Schall, ex cestista brasiliano
- 18 ottobre - Guy Roux, ex calciatore e allenatore di calcio francese
- 18 ottobre - Dawn Wells, attrice statunitense († 2020)
- 19 ottobre - Noel Blanc, doppiatore statunitense
- 19 ottobre - Cristiana Bortolotti, ex schermitrice italiana
- 19 ottobre - Peter Dinsdale, allenatore di calcio e calciatore inglese († 2004)
- 19 ottobre - Ed Evanko, attore, baritono e presbitero canadese († 2018)
- 19 ottobre - Eugenio Montejo, poeta e saggista venezuelano († 2008)
- 19 ottobre - Renzo Selmo, ex calciatore italiano
- 19 ottobre - Majid bin 'Abd al-'Aziz Al Sa'ud, principe e politico saudita († 2003)
- 20 ottobre - Emidio Greco, regista e sceneggiatore italiano († 2012)
- 20 ottobre - Dolores Hart, attrice e religiosa statunitense
- 20 ottobre - Kathy Kirby, cantante britannica († 2011)
- 20 ottobre - Iain Macmillan, fotografo scozzese († 2006)
- 20 ottobre - Jim Norton, giocatore di football americano statunitense († 2007)
- 20 ottobre - Tatsuya Shiji, ex calciatore giapponese
- 21 ottobre - Andrea Amatucci, giurista italiano († 2025)
- 21 ottobre - Giuseppina Bertone, politica italiana († 2023)
- 21 ottobre - James Gunn, astronomo statunitense
- 21 ottobre - Kei Tomiyama, doppiatore e attore giapponese († 1995)
- 22 ottobre - Juca Chaves, cantante, scrittore e umorista brasiliano († 2023)
- 22 ottobre - George N. Gillett Jr., imprenditore statunitense
- 22 ottobre - Alan Gilzean, calciatore scozzese († 2018)
- 22 ottobre - Derek Jacobi, attore e regista teatrale britannico
- 22 ottobre - Christopher Lloyd, attore statunitense
- 22 ottobre - Bill McDonald, ex cestista canadese
- 22 ottobre - Bob McNeill, ex cestista statunitense
- 22 ottobre - Antonio Oviedo, calciatore e allenatore di calcio spagnolo († 2022)
- 23 ottobre - Klaus Bittner, ex canottiere tedesco
- 23 ottobre - Marino Cortese, politico italiano († 2020)
- 23 ottobre - Eugenio Fascetti, ex calciatore e allenatore di calcio italiano
- 23 ottobre - Henry John Heinz III, politico e imprenditore statunitense († 1991)
- 23 ottobre - Michel Hoàng Đức Oanh, vescovo cattolico vietnamita
- 23 ottobre - R. F. Langley, poeta e insegnante britannico († 2011)
- 23 ottobre - Carlo Mongardini, sociologo e scrittore italiano († 2021)
- 23 ottobre - Francesco Valma, disegnatore e incisore italiano
- 23 ottobre - Humpy Wheeler, dirigente d'azienda statunitense
- 24 ottobre - Venedikt Vasil'evič Erofeev, scrittore sovietico († 1990)
- 24 ottobre - Fernand Goyvaerts, calciatore belga († 2004)
- 24 ottobre - Klaus Matischak, ex calciatore tedesco
- 24 ottobre - Francesco Zani, ex rugbista a 15 italiano
- 25 ottobre - Vija Celmins, artista lettone
- 25 ottobre - Reg Hunter, ex calciatore inglese
- 25 ottobre - Aldo Pifferi, ciclista su strada italiano († 2023)
- 25 ottobre - Tamara Sёmina, attrice sovietica
- 26 ottobre - Sebastiano Alicata, calciatore italiano († 2020)
- 26 ottobre - Pietro Carriglio, regista teatrale e scenografo italiano
- 26 ottobre - Luigi Condorelli Francaviglia, giurista italiano
- 26 ottobre - Filippo De Luigi, regista italiano († 2020)
- 26 ottobre - Richard J. Goldstone, giurista sudafricano
- 26 ottobre - Jacques Livage, chimico francese
- 26 ottobre - Tom Meschery, ex cestista e allenatore di pallacanestro statunitense
- 26 ottobre - Charles Stenholm, politico statunitense († 2023)
- 27 ottobre - Maurice Hinchey, politico statunitense († 2017)
- 27 ottobre - Miguel Jones, calciatore spagnolo († 2020)
- 27 ottobre - Luigi Lepri, scrittore italiano († 2025)
- 27 ottobre - Edda Moser, soprano tedesco
- 28 ottobre - Kenneth Best, giornalista liberiano
- 28 ottobre - Dave Budd, ex cestista statunitense
- 28 ottobre - Bernadette Lafont, attrice e ballerina francese († 2013)
- 28 ottobre - Giulio Malgara, imprenditore e dirigente d'azienda italiano
- 28 ottobre - Zarin Mehta, manager indiano
- 28 ottobre - John Monckton, nuotatore australiano († 2017)
- 28 ottobre - Anne Perry, scrittrice e assassina britannica († 2023)
- 28 ottobre - Franco Richetti, politico italiano
- 28 ottobre - Mišo Smajlović, ex calciatore e allenatore di calcio jugoslavo
- 29 ottobre - Humberto Arguedas, ex calciatore peruviano
- 29 ottobre - Ralph Bakshi, regista e animatore statunitense
- 29 ottobre - Franco Coppi, avvocato e giurista italiano
- 29 ottobre - Ellen Johnson Sirleaf, politica, economista e imprenditrice liberiana
- 29 ottobre - Teodoro Luña, ex calciatore peruviano
- 29 ottobre - Riccardo Marasco, cantautore italiano († 2015)
- 29 ottobre - Wilbert McClure, pugile statunitense († 2020)
- 29 ottobre - Giovanni Palamara, politico e avvocato italiano († 2017)
- 30 ottobre - Umberto Corsi, politico italiano
- 30 ottobre - Jean-Pierre Kalfon, attore e cantante francese
- 30 ottobre - Ed Lauter, attore, comico e cabarettista statunitense († 2013)
- 30 ottobre - Frank Lino, mafioso e collaboratore di giustizia statunitense († 2023)
- 30 ottobre - Jos Pelk, cestista e allenatore di pallacanestro olandese († 2021)
- 30 ottobre - Marina Ratner, matematica russa († 2017)
- 30 ottobre - Cecilia Sacchi, attrice italiana († 2010)
- 30 ottobre - Ronaldo Hermann Schmitz, manager e banchiere tedesco
- 31 ottobre - Bruno Cattaneo, attore, doppiatore e direttore del doppiaggio italiano († 2019)
- 31 ottobre - Aurelio Gerin, allenatore di calcio e ex calciatore italiano
- 31 ottobre - Howard Hubbard, vescovo cattolico statunitense († 2023)
- 31 ottobre - Gianni Locatelli, giornalista e dirigente d'azienda italiano
- 31 ottobre - Eckhart Schmidt, regista, produttore cinematografico e scrittore tedesco († 2024)
- 31 ottobre - Maretta Scoca, politica e avvocato italiana († 2018)
- 31 ottobre - Luz Marina Zuluaga, modella colombiana († 2015)